# Susanna Cherchi
Susanna Cherchi (Iglesias, 23 dicembre 1955) è una politica italiana.

## Biografia
Ha conseguito la laurea in Scienze geologiche presso l’Università degli Studi di Roma "La Sapienza" nel 1982. In seguito ha intrapreso l’attività di insegnamento come docente di matematica alla scuola secondaria di primo grado.

### Attività politica
Inizia a far politica iscrivendosi, nel 2012, al Movimento 5 Stelle.
Alle elezioni politiche del 2022 viene eletto deputato con la lista Movimento 5 Stelle nel collegio plurinominale Sardegna 1.